# Inger Teien
Inger Teien (* 3. April 1937 in Oslo) ist eine norwegische Schauspielerin.

## Leben
Teien debütierte als Schauspielerin 1954 im Nationaltheatret als Cupido in Orpheus in der Unterwelt in einem Stück von Jacques Offenbach. Anschließend war sie von 1954 bis 1955 an Den Nationale Scene, von 1954 bis 1955 und von 1955 bis 1959 an Det Nye Teater beschäftigt, sowie in der Folge bis 1967 dort weiter freiberuflich tätig. Teien wirkte auch in vielen norwegischen Film- und Fernsehproduktionen in zahlreichen Rollen mit. Eine größere Bekanntheit im Film erreichte sie durch ihre Mitwirkung in mehreren Filmen der Filmreihe zur norwegischen Olsenbande. Zuletzt erreichte sie ein größeres Zielpublikum im Fernsehen durch ihre Rolle als «Guri Høyer» in der norwegischen Seifenoper Hotel Cæsar. Des Weiteren war Teien als norwegische Synchronsprecherin in mehreren Kinderfilmen und Zeichentrickfilmen tätig. Sie ist derzeit immer noch aktiv als Schauspielerin im Radioteateret in Hallo i uken und in weiteren verschiedenen Sendungen.

## Filmografie

### Filme
- 1957: Rendezvous mit vergessenen Jahren (Stevnemøte med glemte år)
- 1958: De dødes tjern
- 1959: Dornröschen (The Sleeping Beauty, Stimme)
- 1967: Musikanter
- 1969: Tipp topp - Husmorfilmen høsten 1969
- 1969: Lev lettere
- 1970: Die Deutschlandreise
- 1970:  Aristocats (The Aristocats, Stimme)
- 1976: Den sommeren jeg fylte 15
- 1979: Jul i Skomakergata
- 1981: Olsenbanden gir seg aldri
- 1982: For Tors skyld
- 1982: Olsenbandens aller siste kupp
- 1983: Teskjekjerringa (Stimme)
- 1984: ... men Olsenbanden var ikke død!
- 1984: Samson og Sally
- 1985: Bertha 1: Roboter og mus (Bertha 1, Stimme)
- 1990: I Mummidalen (Stimme)
- 1993: Däumeline (Thumbelina, Stimme)
- 1994: Die Schwanenprinzessin (The Swan Princess, Stimme)
- 1995: Ein Schweinchen namens Babe (Babe – The Gallant Pig, Stimme)
- 1995: Napoleon – Abenteuer auf vier Pfoten (Napoleon, Stimme)
- 1995: Die roten Stiefel (Red Boots for Christmas, Stimme)
- 1995: Die Maske (The Mask – Animated Series, Stimme)
- 1996: 101 Dalmatiner (101 Dalmatians, Stimme)
- 1997: Anastasia
- 1998: Madeline
- 1999: Babar – König der Elephanten (Babar, roi des éléphants, Stimme)
- 1999: Olsenbandens siste stikk
- 2002: Folk flest bor i Kina
- 2005: Das wandelnde Schloss (Howl's Moving Castle, Stimme)
- 2006: Olsenbanden jr. på Cirkus
- 2008: Lønsj (Lunch)
- 2011: Magic Silver 2 – Die Suche nach dem magischen Horn (Blåfjell 2 - Jakten på det magiske horn)

### Fernsehserien
- 1979: Jul i skomakergata
- 1980: Mareritt ved midtsommer
- 1989: Vertshuset den gyldne hale
- 2004, 2008, 2009, 2011: Hotel Cæsar